# Nukleosinteza
Nukleosinteza je proces, ki iz prejšnjih jeder in nukleonov (protonov in nevtronov) ustvari nova atomska jedra. Trenutne teorije pravijo, da so se prva jedra razvila nekaj minut po velikem poku v nizu jedrskih reakcij, ki jih imenujemo nukleosinteza velikega poka. Po okoli 20 minutah se je vesolje razširilo in shladilo do take temperature, da so se trki nukleonov nehali, zato so se izvedli le še najhitrejši in najpreprostejši trki. Za tem procesom je v vesolju po masi ostalo 75% vodika in 24% helija. V sledeh so prisotni še drugi elementi, kot recimo litij in vodikov izotop devterij. Raznoliki elementi, ki jih imamo še danes, so nastali med zvezdno nukleosintezo v procesu kozmične kemične evolucije. Količina skupne mase elementov, ki so težji od vodika in helija (ki jih astrofiziki imenujejo kar 'kovine') ostane majhna (nekaj odstotkov), zato ima vesolje še vedno približno enako sestavo.
Zvezde v svojih skorjah zlivajo lahke elemente v težje in oddajo energijo v procesu zvezdne nukleosinteze. Jedrsko zlivanje ustvari veliko lažjih, srednje težkih elementov, pa vse do železa in niklja v najmasivnejših zvezdah. Produkti zvezdne nukleosinteze so večinoma zaprti v zvezdnih skorjah in ostankih, manjši delež pa zvezda izvrže z zvezdnim vetrom in eksplozijami. Reakcije z zajemom nevtronov v procesih r in s ustvarijo težje elemente, ki so še težji od železa.
Za nastanek elementov od kisika do rubidija je odgovorna nukleosinteza supernov v eksplozijah zvezd: iz izbruha elementov, ki jih proizvede med zvezdno nukleosintezo, iz nukleosinteze eksplozije med umiranjem supernove in iz procesa r (absorbcija več nevtronov) med eksplozijo.
Trki nevtronskih zvezd so pred kratkim odkriti kandidati za vire elementov, ki nastanejo med procesom r. Ko trčita dve nevtronski zvezdi, se veliko snovi, bogate z nevtroni, izvrže v prostor, ki vsebuje veliko novo izoblikovanih jeder.
Krušenje s kozmičnimi žarki je proces, kjer kozmični žarki trkajo v medzvezdni medij in krušijo nukleone z večjih atomskih jeder. To je pomemben vir lažjih jeder, še posebej 3He, 9Be in 10,11B, ki se ne ustvarijo med zvezdno nukleosintezo.
Bombardiranje materiala v Osončju s kozmičnimi žarki, ki ga najdemo na Zemlji (vključno z meteoriti) prispevajo k prisotnosti kozmogenih nuklidov. Na Zemlji ne nastajajo nobena nova jedra, razen v jedrskih laboratorijih, kjer potekajo vodene jedrske reakcije. Edina izjema je naravna radioaktivnost, oziroma radiogeneza (razpad) dolgoživečih, težkih in izvornih radionuklidov, kot sta recimo uran in torij, iz katerih nastanejo lažja jedra.

## Empirični dokazi
Teorijo nukleosinteze se lahko preveri z izračunavanjem pogostosti izotopov in primerjava teh rezultatov z opazovanimi. Pogostosti izotopov se običajno izračunajo iz hitrosti prehoda med izotopi v omrežju reakcij. Pogosto se lahko takšni izračuni poenostavijo na nekaj reakcij, kjer opazujemo hitrosti.